# Google Vids
O Google Vids é um aplicativo de criação de vídeo com tecnologia de IA que faz parte do Google Workspace. Foi projetado para ajudar os usuários a criar vídeos informativos para fins de trabalho. O aplicativo aproveita a tecnologia Gemini do Google para permitir que os usuários criem storyboards de vídeo manualmente ou com a ajuda de IA por meio de instruções simples. Os recursos incluem upload de mídia, escolha de vídeos, imagens, música de fundo e uma função de narração com geração de script de IA.
O aplicativo está atualmente em teste com usuários selecionados do Google Workspace Labs, como o Kapwing e CapCut. O Google Vids destina-se principalmente à criação de conteúdo de trabalho, como treinamento de vendas, vídeos de integração da equipe, divulgação de fornecedores e atualizações de projetos. Ele oferece vários estilos e modelos, recursos colaborativos e está limitado a vídeos com menos de três minutos, sem integração com o YouTube ainda.
Foi anunciado em 9 de abril de 2024 no canal oficial do Google Workspace no YouTube em um anúncio de 1 minuto e 26 segundos apresentando o modelo de IA. O Google o descreve como "Sua nova aplicação de criação de vídeo com tecnologia de IA para o trabalho. Google Vids é um novo aplicativo que ajuda você a compartilhar ideias e criar conteúdo de vídeo rico. Em breve no Gemini para Google Workspace".